# سيد أحمد جعفر
سيد أحمد جعفر الشهير باسم كريمي (4 مارس 1991) لاعب كرة قدم بحريني يلعب حاليا لصالح نادي الدرجة الأولى الرفاع البحريني في مركز الوسط المهاجم من 2014.

## الإنجازات

### الرفاع
- الدوري البحريني الممتاز (1): 2014

### منتخب البحرين
- كأس الخليج للمنتخبات الأولمبية (1): 2013

## روابط خارجية
- سيد أحمد جعفر على موقع قاعدة بيانات كرة القدم.إي يو (الإنجليزية)
- سيد أحمد جعفر على موقع ناشيونال فوتبول تيمز (الإنجليزية)
- سيد أحمد جعفر على موقع Soccerway.com (الإنجليزية)